# Романенко Митрофан Іванович
Митрофан Іванович Романенко (7 грудня 1931, село Сидори, тепер Михайлівського району Волгоградської області, Російська Федерація — ?) — радянський діяч, секретар парткому колгоспу «Красный партизан» Михайлівського району Волгоградської області. Член ЦК КПРС у 1990—1991 роках.

## Життєпис
У 1948—1949 роках — колгоспник, курсант автомотоклубу, шофер колгоспу «Красный партизан» Михайлівського району Сталінградської області.
У 1949—1950 роках — учень Дубовської будівельної школи Сталінградської області.
У 1950—1951 роках — робітник Михайлівської ГЕС Сталінградської області.
З 1951 по 1955 рік служив на Військово-морському флоті СРСР.
У 1955—1962 роках — шофер колгоспу «Красный партизан» Михайлівського району Сталінградської області.
Член КПРС з 1962 року.
У 1962—1963 роках — голова ревізійної комісії, в 1963—1966 роках — секретар парткому (партійного комітету), в 1966—1971 роках — агроном бригади колгоспу «Красный партизан» Михайлівського району Волгоградської області.
У 1970 році закінчив Волгоградський сільськогосподарський інститут.
У 1971—1976 роках — завідувач виробничої дільниці, керуючий відділення колгоспу «Красный партизан» Михайлівського району Волгоградської області.
У 1976—1991 роках — секретар парткому колгоспу «Красный партизан» Михайлівського району Волгоградської області.
Подальша доля невідома.